# Rhodopteriana funebris
Rhodopteriana funebris is een vlinder uit de familie Eupterotidae. De wetenschappelijke naam van deze soort is voor het eerst geldig gepubliceerd in 1927 door Gaede.
De soort komt voor in tropisch Afrika.